# Вілфрід Войнич
Міхал (псевд. «Вільфрід») Леонардович Войнич (пол. Michał Habdank-Wojnicz; * 31 жовтня 1865,  Тельші, Ковенська губернія, Російська імперія, нині Литва  — † 19 березня 1930, Нью-Йорк) — діяч польського революційного руху , бібліофіл і антиквар, першовідкривач знаменитого «Рукопису Войнича».

## Біографія
Польсько-литовського шляхетського походження (рід Войнич був внесений до книги дворянства Ковенської губернії). Син титулярного радника 
Закінчивши гімназію в Сувалках і здавши іспит на аптекаря, поступив у Московський університет на факультет права.
10 жовтня 1885 був заарештований в Ковно за участь у польській соціал-демократичної партії "I Пролетаріат". Пробувши 18 місяців у Варшавській цитаделі, був засланий в село Тунка (Забайкалля, Сибір). У 1890 був переведений до Іркутська, а потім в Балаганськ, але по дорозі втік і через півроку опинився в Лондоні.
1893 — одружився з Етель Ліліан Буль, дочкою відомого англійського математика Джорджа Буля, яка симпатизувала революційному рухові (Етель Ліліан Войнич — письменниця, автор популярного в Росії, а згодом у СРСР роману «Овод»). Разом з нею Войнич емігрує на початку XX століття до США.
1897 — відкриває спочатку в Лондоні, а в 1915 у Нью-Йорку власний антикварний магазин.
Зараз відомий насамперед як першовідкривач знаменитого «Рукопису Войнича».